# Resolutie 36 Veiligheidsraad Verenigde Naties
Resolutie 36 van de Veiligheidsraad van de Verenigde Naties werd op 1 november 1947 aangenomen met zeven stemmen voor en één, van Polen, tegen. Drie leden onthielden zich: Colombia, Syrië en de Sovjet-Unie.

## Achtergrond
Volgend op het geweld tijdens de Indonesische Onafhankelijkheidsoorlog vroeg de VN-Veiligheidsraad Nederland en Indonesië te onderhandelen.
Doch werd niet aan de in resolutie 27 gevraagde wapenstilstand voldaan, wat in resolutie 32 veroordeeld werd.

## Inhoud
De Veiligheidsraad:
- Heeft het rapport van de Commissie van consuls van 14 oktober ontvangen waarin staat dat niet volledig aan de in resolutie 27 gevraagde wapenstilstand voldaan is.
- Eveneens volgens dat rapport heeft geen van beide partijen gepoogd een overeenkomst te bereiken met de ander om deze resolutie uit te voeren.

1. Roept de partijen op zo snel mogelijk te overleggen om tot een volledige wapenstilstand te komen.
2. Vraagt het comité (zie resolutie 31 en resolutie 35) de partijen te helpen om een overeenkomst te bereiken.
3. Vraagt de Commissie van Consuls om het comité bij te staan.
4. Adviseert de betrokken partijen – het Committee of Good Offices en de Commissie van Consuls – dat het met geweld innemen van gebied dat niet in bezit was op 4 augustus een schending is van resolutie 27.
5. Nodigt de partijen uit om zo snel mogelijk een terugtrekking overeen te komen als dat nodig is.

## Verwante resoluties
- Resolutie 27 Veiligheidsraad Verenigde Naties vroeg een wapenstilstand en onderhandelingen.
- Resolutie 30 Veiligheidsraad Verenigde Naties verwelkomde de aanvaarding van resolutie 27.
- Resolutie 31 Veiligheidsraad Verenigde Naties bood bijstand met de onderhandelingen aan.
- Resolutie 32 Veiligheidsraad Verenigde Naties veroordeelde het niet-aflatende geweld.
- Resolutie 35 Veiligheidsraad Verenigde Naties vroeg het comité van drie snel aan het werk te gaan.

Lijst ·  16 ·  17 ·  18 ·  19 ·  20 ·  21 ·  22 ·  23 ·  24 ·  25 ·  26 ·  27 ·  28 ·  29 ·  30 ·  31 ·  32 ·  33 ·  34 ·  35 ·  36 ·  37